# Quatuors viennois

Les Quatuors Viennois sont une série de 6 quatuors à cordes composés par Wolfgang Amadeus Mozart au cours de son troisième séjour viennois entre août et septembre 1773.
Il s'agit du second cycle de quatuors, après ses Milanais (écrits quelques mois plus tôt). Ils se distinguent de ces derniers par l'apparition d'un mouvement intermédiaire, le menuet. 
Il s'agit du huitième au treizième quatuor, (le musicien en ayant écrit 23, son premier correspondant au KV 80, écrit en 1770). Ils sont contemporains de l'opus 20 de Joseph Haydn, plus aboutis, et que Mozart connaissait. Son treizième (et dernier viennois) est considéré comme sa dernière œuvre de jeunesse (composé à l'âge de 17 ans) pour quatuor, le quatorzième, écrit en 1782 soit 9 ans plus tard, étant le premier du célèbre cycle dédié à Haydn.

## Quatuor à cordesno8enfa majeur,K.168
Il a été composé à Vienne en août 1773 et son exécution demande environ un peu moins d'un quart d'heure.
- Allegro, en fa majeur, , 108 mesures
- Andante, en fa mineur, 3/4, 67 mesures
- Menuetto, en fa majeur (trio en si bémol majeur), 3/4, 24 + 20 mesures
- Allegro, en fa majeur, 2/4, 119 mesures

## Quatuor à cordesno9enla majeur,K.169
Il a été composé à Vienne en août 1773 et son exécution demande environ un peu moins d'un quart d'heure.
- Molto allegro, en la majeur, 3/4, 117 mesures
- Andante, en ré majeur, 2/4, 120 mesures
- Menuetto, en la majeur (trio en mi majeur), 3/4, 36 + 16 mesures
- Rondeau (allegro), en la majeur, 2/4, 80 mesures

## Quatuor à cordesno10endo majeur,K.170
Il a été composé à Vienne en août 1773 et son exécution demande environ un peu moins d'un quart d'heure.
- Andante, en do majeur, 2/4
- Menuetto, en do majeur (trio en do mineur), 3/4, 32 + 16 mesures
- Un poco adagio, en sol majeur, , 58 mesures
- Rondo - Allegro, en do majeur, 2/4, 130 mesures

## Quatuor à cordesno11enmi bémol majeur,K.171
Il a été composé à Vienne en septembre 1773 et son exécution demande environ un quart d'heure.
- Adagio - Allegro assai - Adagio, en mi bémol majeur,  - 3/4 -  , 159 mesures
- Menuetto, en mi bémol majeur (trio en la bémol majeur), 3/4, 26 + 24 mesures
- Andante, en mi bémol majeur, , 29 mesures, avec sourdines
- Allegro assai,  en mi bémol majeur, 3/8, 162 mesures

## Quatuor à cordesno12ensi bémol majeur,K.172
Il a été composé à Vienne en septembre 1773 et son exécution demande environ un peu plus d'un quart d'heure.
- Allegro spiritoso, en si bémol majeur, 3/4, 127 mesures
- Adagio, en mi bémol majeur, , 30 mesures
- Menuetto, en sol mineur, 3/4, 30 + 19 mesures
- Allegro assai, en si bémol majeur, 2/4, 200 mesures

## Quatuor à cordesno13enré mineur,K.173
Il a été composé à Vienne en septembre 1773 et son exécution demande environ un peu plus d'un quart d'heure.
- Allegro ma molto moderato, en ré mineur, , 136 mesures
- Andantino grazioso, en ré majeur, 2/4, 94 mesures
- Menuetto, en ré mineur, Trio, en fa majeur, 3/4, 42 + 29 mesures
- Allegro, en ré mineur, , 97 mesures

## Autographes
- Quatuor no 8 K. 168 : Staatsbibliothek zu Berlin
- Quatuor no 9 K. 169 : cote DIGMUZ010010 Bibliothèque Jagellonne
- Quatuor no 10 K. 170 : collection privée
- Quatuor no 11 K. 171 : cote DIGMUZ010011 Bibliothèque Jagellonne
- Quatuor no 12 K. 172 : cote Add MS 31749 à la British Library
- Quatuor no 13 K. 173 : cote DIGMUZ010012 Bibliothèque Jagellonne